# M-60 (plataforma de satélite)
M-60 (ou Marsnik 1 ou M-1) é a designação de uma plataforma de satélites multimissão desenvolvida pelo OKB-1, tendo sido usada nas duas primeiras espaçonaves do Programa Marte em 1960 e também no Programa Vênera em 1961, sendo todos mal sucedidos.